# Manuel Jover
Manuel Jover (né en 1960) est un journaliste et critique d'art français.

## Biographie
Manuel Jover publie régulièrement des critiques sur la peinture dans les magazines. Il participe à la rédaction de numéros hors-série du magazine Connaissance des arts. Il publie une chronique hebdomadaire dans le journal La Croix.

## Œuvres
- Le Christ dans l'art, Sauret, 1994  (ISBN 978-2850510144).
- Ingres, Pierre Terrail, 2005  (ISBN 978-2879392875).
  - (en) Ingres, Pierre Terrail, 2005  (ISBN 978-2879392899).
- Caravage, Pierre Terrail, 2006  (ISBN 978-2879393216).
- Courbet, Pierre Terrail, 2007  (ISBN 978-2879393346).
- Moi, Gustave Courbet. Un livre d'art et d'activités, Pierre Terrail, 2007  (ISBN 978-2879393414).
- (M. Naumovitz, trad.) Pandini peintre : Reliefs, L'Harmattan, 2007  (ISBN 978-2296015982).
- Reimpre, Fragments International, 2011  (ISBN 978-2917160220).